# Маслинова тесноуста жаба
Маслинова тесноуста жаба (Gastrophryne olivacea) е вид земноводно от семейство Microhylidae.

## Разпространение
Видът е разпространен в Мексико и САЩ.